# Duradanda
Duradanda – gaun wikas samiti w zachodniej części Nepalu w strefie Gandaki w dystrykcie Lamjung. Według nepalskiego spisu powszechnego z 2001 roku liczył on 487 gospodarstw domowych i 2234 mieszkańców (1195 kobiet i 1039 mężczyzn).